# Hilara elegans
Hilara elegans är en tvåvingeart som först beskrevs av Frey 1952. Hilara elegans ingår i släktet Hilara och familjen dansflugor.
Artens utbredningsområde är Myanmar. Inga underarter finns listade i Catalogue of Life.